# Nikołaj Borisow (1903–1955)
Nikołaj Andriejewicz Borisow (ros. Николай Андреевич Борисов, ur. 22 stycznia?/4 lutego 1903 we wsi Trostinki w guberni tulskiej, zm. 13 września 1955 w Moskwie) – radziecki działacz państwowy, generał major służby inżynieryjno-technicznej, Bohater Pracy Socjalistycznej (1949).

## Życiorys
Początkowo był głównym inżynierem fabryki maszyn w Moskwie, od 1944 pracował w Państwowym Komitecie Planowania (Gospłanie) ZSRR jako kierownik wydziału, w latach 1945–1946 był szefem Zarządu nr 1 i zastępcą przewodniczącego Gospłanu ZSRR i jednocześnie od 20 sierpnia 1945 do 1946 zastępcą szefa Pierwszego Głównego Zarządu przy Radzie Komisarzy Ludowych/Radzie Ministrów ZSRR. Brał udział w pracach przy budowie pierwszej w ZSRR bomby atomowej, zdetonowanej 29 sierpnia 1949 na poligonie w Semipałatyńsku. Uchwałą Prezydium Rady Najwyższej ZSRR z 29 października 1949 otrzymał tytuł Bohatera Pracy Socjalistycznej, Medal Sierp i Młot i Order Lenina. Został odznaczony wieloma orderami i medalami. Został pochowany na Cmentarzu Nowodziewiczym.